# Steven Van Slyke

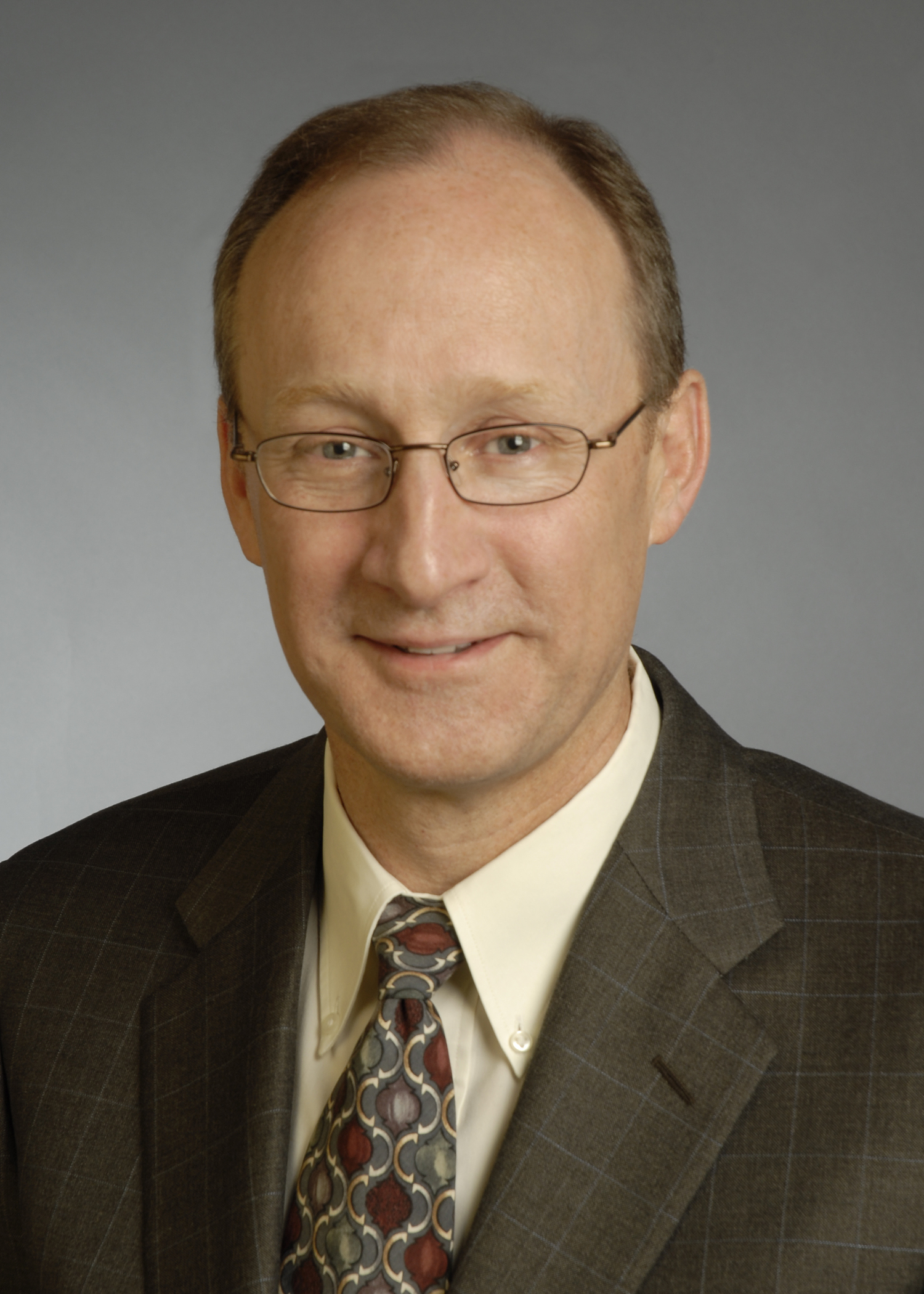
Steven Van Slyke

Steven Van Slyke (* 1956 in Denver) ist ein US-amerikanischer Chemiker.
Van Slyke studierte Chemie am Ithaca College mit dem Bachelor-Abschluss und am Rochester Institute of Technology mit dem Master-Abschluss.
Er ist mit Ching W. Tang Ko-Erfinder der Organischen Leuchtdiode bei Eastman Kodak in den 1980er Jahren und war dann maßgeblich an der Weiterentwicklung dieses und ähnlicher elektronischer Materialien beteiligt. Ab 2010 war er Chief Technology Officer bei Kateeva, die sich ebenfalls mit OLEDs für Flachbildschirme befassen, hergestellt mit Inkjets.
Er gehört zu den Thomson Reuters Citation Laureates. 2013 wurde er mit Tang in die Consumer Electronics Hall of Fame aufgenommen, 2018 in die National Inventors Hall of Fame.

## Schriften
- Van Slyke, Tang: Organic electroluminescent Diodes, Applied Physics Letters, Band 51, 1987, S. 913–915